# Tarxien Rainbows FC
Tarxien Rainbows FC este un club de fotbal din orașul Tarxien, Malta.

## Lotul sezonului 2009-2010
| Nr. |          | Poziție | Jucător                                |
| --- | -------- | ------- | -------------------------------------- |
| 1   | Malta    | P       | Anthony Curmi                          |
| 2   | Malta    | F       | Steve Sadowski (căpitan)               |
| 3   | Malta    | F       | Lino Galea                             |
| 4   | Malta    | F       | Manuel Caruana                         |
| 7   | Malta    | A       | Gianluca Calabretta                    |
| 8   | Brazilia | M       | Everton                                |
| 9   | Brazilia | A       | Anderson Ribeiro                       |
| 10  | Malta    | M       | Mark Tanti                             |
| 11  | Malta    | M       | David Camilleri                        |
| 12  | Malta    | P       | David Cassar (on loan from Hibernians) |
| 14  | Malta    | M       | Ramon Schembri                         |

| Nr. |          | Poziție | Jucător                            |
| --- | -------- | ------- | ---------------------------------- |
| 16  | Malta    | F       | Luke Vella Critien                 |
| 17  | Brazilia | M       | Denni                              |
| 18  | Malta    | A       | Andy Mangion                       |
| 24  | Malta    | P       | Sean Cini                          |
| 66  | Malta    | A       | Lee Galea                          |
| 77  | Malta    | M       | Kurt Magro (on loan from Valletta) |
|     | Malta    | A       | Warren Chircop                     |
|     | Malta    | M       | Andrew Decesare                    |
|     | Malta    | M       | Omar Grech                         |
|     | Malta    | F       | Pio Sciriha                        |

## Jucători notabili
- Éverson Alan da Lima
- Graham Bencini
- Christopher Borg
- Angus Buhagiar
- Arnold Buttigieg
- Malcolm Buttigieg
- Ivan Čarapić
- Carlo Mamo
- Daniel Mariano Bueno
- Essien Mbong
- André Rocha da Silva
- Jesmond Zerafa